# Jiřetín pod Bukovou
Jiřetín pod Bukovou là một làng thuộc huyện Jablonec nad Nisou, vùng Liberecký, Cộng hòa Séc.